# Балтійська шляхта
Балтійська шляхта — привілейований суспільний клас на території сьогоднішньої Естонії і Латвії.
Балтійська шляхта почитає свою історію з середньовічного державного утворення Terra Mariana. Більшість шляхти були балтійські німці, а також поляки, шведи, а після приєднання цих земельно до Російської імперії, також і росіяни.
Шляхетські роди були представлені нащадками лицарів Тевтонського ордену, а пізніше — державних посадових осіб та інших службовців шведських й польських королів в 16-17 століттях на землях Курземе, князівства Естонії, герцогства Лівонії і Сааремаа та представників балтійської знаті на урядових посадах в Російській імперії.
Вони були організовані в Естонський шляхетний союз в Таллінні, Курлянський шляхетний союз в Митаві та Лівонський шляхетний союз в Ризі. У Виборзі також була установа для реєстрації шляхетського стану Балтійської шляхти в 18 столітті.
Велика частина шляхти була або знищена або виїхала до Німеччини під час анексії Естонії та Латвії Радянським Союзом в червні 1940 року, а також під час та після ІІ Світової війни.

## Дворянські титули в Естонії та Лівонії
- Герцог (тільки один) — рід Шлезвіг-Гольштейн-Сондербург-Бек.
- Фюрст (Fürst) — балтійські князі.
- Маркіз (тільки один) — рід Паулуччі.
- Граф.
- Барон